# هیو داودینگ

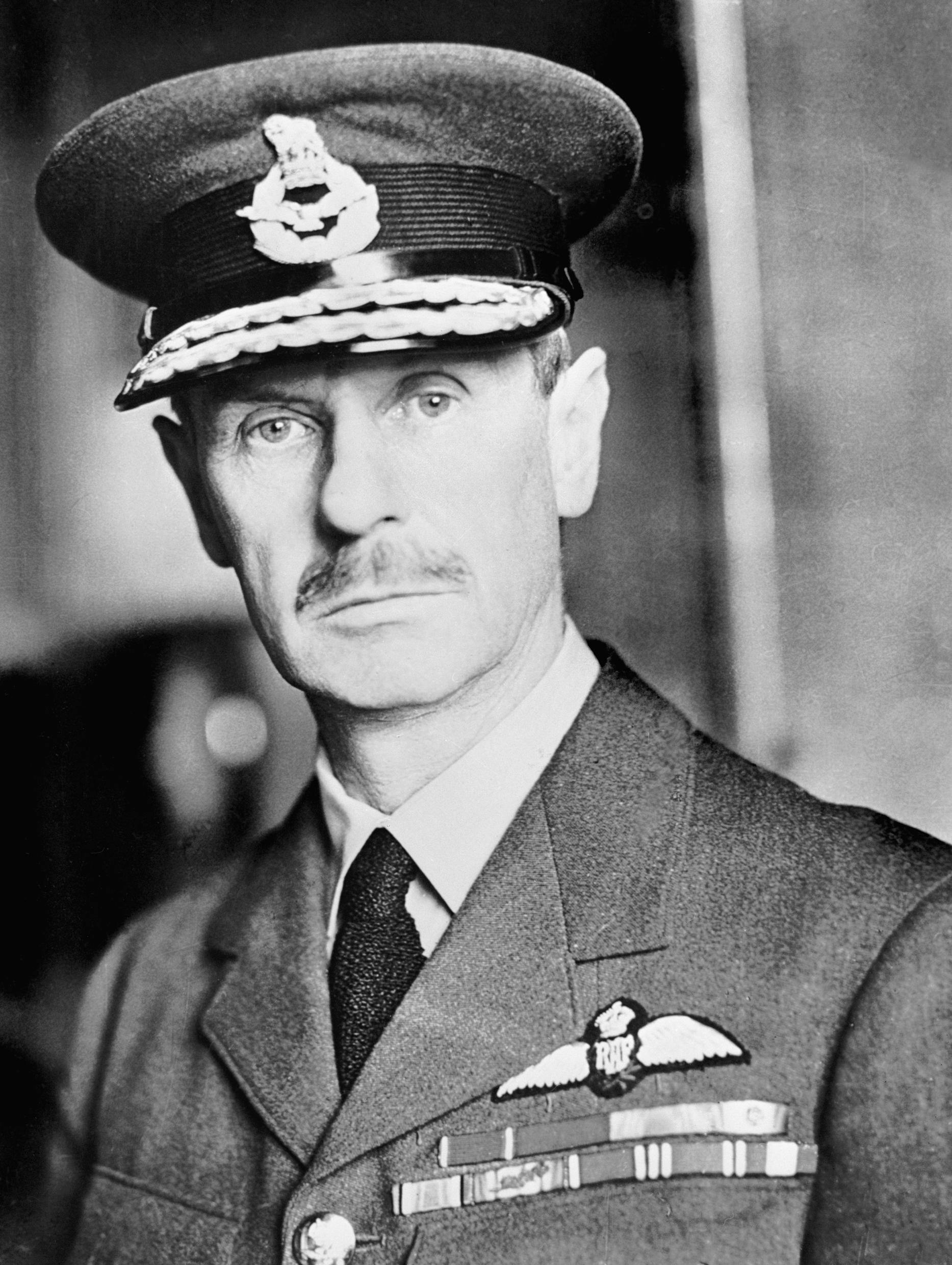
Hugh Dowding

مارشال هیو کازوال' ترمنهیر داودینگ (۲۴ آوریل ۱۸۸۲–۱۵ فوریه ۱۹۷۰) افسر 'نیروی هوایی سلطنتی بود. او افسر فرماندهی جنگنده RAF در طول نبرد بریتانیا نیز بود و به‌طور کلی نقش مهمی در دفاع از بریتانیا و از این رو، شکست طرح آدولف هیتلر در حمله به بریتانیا را داشت. داودینگ در شهر موفات واقع در اسکاتلند به دنیا آمد و افسر ارتش بریتانیا در دهه ۱۹۰۰ و اوایل دهه ۱۹۱۰ بود. او در آغاز جنگ جهانی اول به نیروی هوایی سلطنتی پیوست و به عنوان خلبان جنگنده و سپس به عنوان افسر فرمانده در اسکادران شماره ۱۶ خدمت کرد. در طول سالهای جنگ او افسر نیروی هوایی فرماندهی منطقه جنگی، دفاع هوایی بریتانیای کبیر شد و سپس به عنوان عضو هوایی برای تأمین و تحقیقات به شورای نیروی هوایی پیوست. در ژوئیه ۱۹۳۶، داودینگ به عنوان رئیس نیروی تازه تأسیس جنگنده RAF انتخاب شد.
در طول نبرد بریتانیا در جنگ جهانی دوم، به لطف مدیریت محتاطانه منابع RAF و آماده‌سازی دقیق دفاع هوایی بریتانیا توسط داودینگ، این کشور موفق به دفاع از خود در برابر حملات لوفت وافه یا همان نیروی هوایی آلمان شد. او متعاقباً با طرفداران تاکتیک معروف Big Wing، به فارسی بیگ وینگ، به معنای بال بزرگ و به ویژه با ترافورد لی و مالوری بارها درگیر شد که بعداً با وجود کاستی‌هایی در دفاع شبانه نیروی RAF از کشور در طول حمله‌های آلمان به بریتانیا نیز همراه شد و منجر به سقوط و اخراج نهایی وی شد. در نوامبر ۱۹۴۰، داودینگ بر خلاف میل خودش توسط شولتو داگلاس، یکی دیگر از مدافعان تاکتیک Big Wing، به عنوان فرمانده نیروی RAF منصوب شد. داودینگ در ژوئیه ۱۹۴۲ از نیروی هوایی سلطنتی بازنشسته شد و در ژوئن ۱۹۴۳ به یک الگو در بریتانیا تبدیل شد. پس از بازنشستگی، داودینگ متعاقباً به یکی از اعضای تأثیرگذار جنبش‌های معنوی بریتانیایی از جمله تئوسوفی و حقوق حیوانات نیز تبدیل شد. وی در پانزدهم فوریه ۱۹۷۰ در سن ۸۷ سالگی درگذشت.

## حرفه نظامی
داودینگ در ۸ مه ۱۹۰۲ به درجه ستوانی ارتقا یافت، قبل از اینکه در سال ۱۹۰۴ به توپخانه کوهستانی شماره ۷ در هند اعزام شود، با توپخانه پادگان سلطنتی در جبل الطارق، در سیلان و هنگ کنگ خدمت می‌کرد. پس از بازگشت به بریتانیا در سال۱۹۱۲، او در کالج ستاد ارتش تحصیل کرد و سپس در ۱۸ اوت ۱۹۱۳ به درجه سروانی ارتقا یافت و در اواخر همان سال با توپخانه پادگان سلطنتی در جزیره وایت مستقر شد.
وی در ۱۹ دسامبر ۱۹۱۳ با یک هواپیمای دوباله ویکرز در مدرسه هوانوردی (ویکرز) واقع در بروکلندز ثبت نام کرده و سپس به مدرسه هوانوردی مرکزی رفت و در آنجا گواهینامه هوانوردی اش را گرفت. اگرچه داودینگ به فهرست ذخیره نیروی هوایی سلطنتی RFC اضافه شد، اما به جزیره وایت بازگشت تا وظایف اش در توپخانه پادگان سلطنتی را از سر بگیرد. با این حال، این دوران کوتاه مدت بود و او در اوت ۱۹۱۴، به عنوان خلبان در اسکادران شماره ۷ به RFC مشغول به انجام وظیفه شد.
جنگ جهانی اول
داودینگ در اکتبر ۱۹۱۴ به اسکادران شماره ۶ منتقل شد و پس از دو هفته به عنوان افسر ستاد در فرانسه، ابتدا در اسکادران شماره ۹ و سپس در اسکادران شماره ۶ فرمانده پرواز شد. او در مارس ۱۹۱۵ افسر فرمانده مؤسسه آزمایشی بی‌سیم در بروکلندز شد و در ژوئیه ۱۹۱۵ افسر فرماندهی اسکادران شماره ۱۶ واقع در لاگورگ در شمال فرانسه مستقر بود برگزیده شد. پس از نبرد سم، داودینگ با ژنرال هیو ترنچارد، فرمانده RFC، بر سر نیاز به استراحت و بهبودی خلبانان درگیر شد. در سپتامبر ۱۹۱۵، دانکن گرینل-میلن به عنوان خلبان جوان به اسکادران شماره ۱۶ پیوست. سالها بعد او گزارشی از دوران حضور خود در اسکادران منتشر کرد که در آن از داودینگ به عنوان شخصی "بیش از حد محتاط و دور از نیروهای جوان خود" انتقاد کرد، اگرچه کارآمد بود.
داودینگ که در ۳۰ دسامبر ۱۹۱۵ به درجه سرگردی ارتقا یافت و در ژانویه ۱۹۱۶ به انگلستان فراخوانده شد تا پس از ارتقای درجه به سرهنگ دومی در ۱ فوریه ۱۹۱۶، فرماندهی ۷ وینگ در فارنبرو در اواخر همان ماه به او واگذار شود. او در ژوئن ۱۹۱۶ به فرماندهی گروهان نهم وینگ منصوب شد.
پس از بازگشت به انگلستان، در ۱ ژانویه ۱۹۱۷ به سرهنگ تمامی ارتقا یافت و به فرماندهی گروهان جنوبی منصوب شد و در ۲۳ ژوئن ۱۹۱۷ به درجه سرتیپی ارتقا یافت. او سپس در اوت ۱۹۱۷ مقام فرماندهی تیپ آموزشی جنوب را دریافت کرد. وی در آوریل ۱۹۱۸ به عنوان افسر ارشد به سمت افسر ارشد اداری در RAF در منطقه به شهر یورک انگلستان فرستاده شد. او در ۱ ژانویه ۱۹۱۹ به عنوان یکی از همراهان نشان سنت مایکل و سنت جورج، یکی از والاترین نشان‌ها در ارتش بریتانیا را به دست آورد.

## اوایل زندگی
داودینگ در مدرسه دبستان پسرانه سنت نینیان در موفات، دامفریشایر، پسر آرتور جان کازوال داودینگ و کارولین داودینگ (نام خانوادگی ترمنهیر) به دنیا آمد. پدرش قبل از نقل مکان به موفات در کالج Fettes در ادینبرو تدریس کرده بود و داودینگ کوچک هم در مدرسه سنت نینیان و کالج وینچستر تحصیل کرد. او قبل از اینکه در ۱۸ اوت ۱۹۰۰ به عنوان ستوان دوم در توپخانه پادگان سلطنتی مأمور شود، در آکادمی نظامی سلطنتی، وولویچ آموزش دید.

## زندگی بزرگسالی
داودینگ به دلیل اعتقاد به اینکه توسط RAF با او ناعادلانه رفتار شده است، به‌طور فزاینده ای عبوس و بد خلاق شده بود، تا اینکه بعداً RAF او را به درجه مارشالی نیروی هوایی سلطنتی ارتقاء داد.
او کتاب رابرت رایت بنام (داودینگ و نبرد بریتانیا) که اعتقاد داشت توطئه طرفداران بیگ وینگ، از جمله ترافورد لی، مالوری و داگلاس در اخراج او از فرماندهی جنگنده را به خوبی مهندسی کرده است را تأیید و تمجید می‌کرد.
در سال ۱۹۵۱، داودینگ سنگ بنای کلیسای سنت جورج را در RAF Biggin Hill, فرودگاه Biggin Hill کنونی لندن، به یاد خلبانان کشته شده هواپیماهای RAF در افتتاحیه، بنا گذاشت.
داودینگ و همسر دومش، بارونس داودینگ، هر دو ضد تشیع جنازه بودند و در سال ۱۹۷۳ انجمن ملی ضد تشییع بریتانیا، صندوق تحقیقات انسانی بریتانیا را به افتخار وی، تحت عنوان لرد داودینگ تأسیس کرد.

## مرگ
داودینگ در ۱۵ فوریه ۱۹۷۰ در خانه خود در رویال تونبریج ولز، واقع در کنت انگلستان درگذشت. جسد او سوزانده شد و خاکسترش در زیر پنجره یادبود نبرد بریتانیا در کلیسای کوچک نیروی هوایی سلطنتی بنام کلیسای وست مینستر قرار داده شد.
درک داودینگ، پسر داودینگ (۱۹۹۲–۱۹۱۹) عنوان بارون داودینگ را به از پدرش به ارث برد.

## دفاع چرچیل از داودینگ
در سال ۱۹۴۲، داودینگ رسماً از RAF بازنشسته شد. وزارت نیروی هوایی از بزرگداشت و حتی ارتقاء مقام وی به مارشالی RAF خودداری کرد. از او خواسته شد تا کتابی از گزارشات رسمی از نبرد بریتانیا بنویسد، داودینگ این کار را کرد ولی آن کتاب هرگز منتشر نشد و بعداً وزارت نیروی هوایی بدون ذکر نام او، کتاب را منتشر کرد.
چرچیل از این موضوع خشمگین شد و خطاب به وزیر نیرو هوایی، آرچیبالد سینکلر نوشت: این حسادت‌ها و بدخواهی‌ها و بی‌اعتباری‌های وزارت نیروی هوایی هستند که منجر به ارتکاب این جرم شده‌اند و من فکر نمی‌کنم هیچ بخش خدماتی دیگری در این جرم سهیم باشد.

## افتخارات و ادای احترام
مجسمه داودینگ در بیرون کلیسای سنت کلمنت دینز در استرند لندن قرار دارد. در کتیبه مجسمه آمده است:
او نبرد بریتانیا را رهبری کرد، و در ادامه توضیح می‌دهد: فرمانده نیروی هوایی مارشال لرد داودینگ از زمان تشکیل آن در سال ۱۹۳۶ تا نوامبر ۱۹۴۰، فرمانده کل جنگنده‌های نیروی هوایی سلطنتی بود و علاوه بر آن، او مسئول آماده‌سازی و اجرای نبرد بریتانیا هم بود. او با آینده نگری قابل توجه ای، موفقیت در فرماندهی خود را با جنگنده‌های خوبی مثل هاریکن و اسپیت فایر تضمین کرد.
او از اولین کسانی بود که اهمیت حیاتی R.D.F (جهت‌یابی رادیویی) یا همان (رادار) را مورد قدردانی قرار داد. او همیشه (رادار) را یک سیستم مناسب برای فرماندهی و کنترل مؤثر اسکادران‌های خود می‌دید و با استفاده از آن اسکادران‌هایش را پیوسته آماده نگه می‌داشت که وقتی جنگ فرا رسید، در مراحل مقدماتی جنگ بتوانند آسیب شدیدی به دشمن وارد کنند و اینها هرگز مؤثر نمی‌شد، مگر با مدیریت خوب دادوینگ در لحظات حساس و دشوار. قضاوت و رهبری عاقلانه او، پیروزی در برابر دشمن در نبرد طاقت فرسای بریتانیا را تضمین نمود و این پیروزی از شکست بریتانیا در کل جنگ جلوگیری کرد. مردم بریتانیا تا حد زیادی آزادی و زندگی خود در کشوری آزاد را مدیون این مارشال بزرگ هستند.